# Wadi Al Hayaa
Wadi Al Hayaa er en af Libyens kommuner.
26°35′N 13°20′Ø / 26.583°N 13.333°Ø
Den grænser op til:
- Wadi Al Shatii – nord
- Sabha – øst
- Murzuq – syd
- Ghat – vest